# 2013-as úszó-világbajnokság
A 2013-as úszó-világbajnokságot július 19. és augusztus 4. között rendezték Barcelonában, Spanyolországban. Ugyanitt, és ugyanekkor rendezték a férfi- és női vízilabda-világbajnokságot is.
Összesen 68 versenyszámban avattak világbajnokot. Úszásban a férfiaknál és nőknél is egyaránt 20–20, nyílt vízi úszásban 3–3, valamint egy csapatversenyt, műugrásban 6–6 versenyszámot rendeztek. Új versenyszámként a műugrás egyik módja, a szupertoronyugrás került a programba. A nők 20 méterről, a férfiak 27 méterről ugrottak. Szinkronúszásban 7 versenyszámban hirdettek győztest. Vízilabdában a férfiaknál és a nőknél is 16–16 csapat mérkőzött a világbajnoki címért.

## A rendező
A 2013-as úszó-világbajnokság helyszínéről először 2009. július 18-án döntött a Nemzetközi Úszószövetség. Ennek értelmében Hamburg és Moszkva ellenében Dubaj kapta meg a 2013-as úszó-világbajnokság rendezési jogát. Dubaj azonban 2010. május 15-én visszalépett a rendezéstől anyagi okokra hivatkozva. 2010. szeptember 26-án a FINA úgy döntött, hogy a spanyolországi Barcelona rendezheti a 2013-as vb-t.

## Eseménynaptár
| ● | Nyitóünnepség | ● | Versenyszámok | ● | Döntők | ● | Záróünnepség | F | Férfi mérkőzések | N | Női mérkőzések |

| Júl./Aug.                   | 19 | 20 | 21 | 22 | 23 | 24 | 25 | 26 | 27 | 28 | 29 | 30 | 31 | 1  | 2  | 3  | 4  | Ö  |
| --------------------------- | -- | -- | -- | -- | -- | -- | -- | -- | -- | -- | -- | -- | -- | -- | -- | -- | -- | -- |
| Ünnepségek                  | ●  |    |    |    |    |    |    |    |    |    |    |    |    |    |    |    | ●  |    |
| Úszás                       |    |    |    |    |    |    |    |    |    | 4  | 4  | 5  | 4  | 5  | 5  | 5  | 8  | 40 |
| Hosszútávúszás              |    | 2  |    | 1  | 1  |    | 1  |    | 2  |    |    |    |    |    |    |    |    | 7  |
| Műugrás                     |    | 1  | 1  | 2  | 2  | ●  | 1  | 1  | 1  | 1  |    |    |    |    |    |    |    | 10 |
| Szupertoronyugrás           |    |    |    |    |    |    |    |    |    |    | ●  | 1  | 1  |    |    |    |    | 2  |
| Szinkronúszás               |    | 1  | 1  | 1  | ●  | 1  | 1  | 1  | 1  |    |    |    |    |    |    |    |    | 7  |
| Vízilabda Férfi (F) Női (N) |    |    | N  | F  | N  | F  | N  | F  | N  | F  | N  | F  | N  | F  | 1  | 1  |    | 2  |
| Döntők                      |    | 4  | 2  | 4  | 3  | 1  | 3  | 2  | 4  | 5  | 4  | 6  | 5  | 5  | 6  | 6  | 8  | 68 |
| Összesítés                  |    | 4  | 6  | 10 | 13 | 14 | 17 | 19 | 23 | 28 | 32 | 38 | 43 | 48 | 54 | 60 | 68 |    |

## Magyar versenyzők eredményei
Magyarország a világbajnokságon 47 sportolóval képviseltette magát.

### Érmesek
| Érem      | Versenyző | Versenyszám | Versenyszám               | Dátum        |
| --------- | --- | ----------- | ------------------------- | ------------ |
| Aranyérem | Gyurta Dániel | úszás       | Férfi 200 m mellúszás     | augusztus 2. |
| Aranyérem | Hosszú Katinka | úszás       | Női 200 m vegyesúszás     | július 29.   |
| Aranyérem | Hosszú Katinka | úszás       | Női 400 m vegyesúszás     | augusztus 4. |
| Aranyérem | Férfi vízilabda-válogatott Decker Attila Nagy Viktor Bátori Bence Bedő Krisztián Decker Ádám Gór-Nagy Miklós Hárai Balázs Hosnyánszky Norbert Madaras Norbert Szivós Márton Varga Dániel Varga Dénes Vámos Márton            | vízilabda   | Férfi                     | augusztus 3. |
| Ezüstérem | Cseh László | úszás       | Férfi 100 m pillangóúszás | augusztus 3. |
| Bronzérem | Hosszú Katinka | úszás       | Női 200 m pillangóúszás   | augusztus 1. |
| Bronzérem | Női vízilabda-válogatott Bolonyai Flóra Kasó Orsolya Antal Dóra Bujka Barbara Garda Krisztina Illés Anna Keszthelyi Rita Kisteleki Dóra Menczinger Katalin Miskolczi Ibolya Kitti Szűcs Gabriella Takács Orsolya Tóth Ildikó | vízilabda   | Női                       | augusztus 2. |

## Éremtáblázat
Jelmagyarázat:
| Spanyolország (rendező ország) | Magyarország |

| Helyezés | Nemzet                  | Arany | Ezüst | Bronz | Összesen |
| 1.       | Egyesült Államok        | 15    | 10    | 9     | 34       |
| 2.       | Kína                    | 14    | 8     | 4     | 26       |
| 3.       | Oroszország             | 9     | 6     | 4     | 19       |
| 4.       | Franciaország           | 4     | 1     | 4     | 9        |
| 5.       | Magyarország            | 4     | 1     | 2     | 7        |
| 6.       | Ausztrália              | 3     | 11    | 0     | 14       |
| 7.       | Németország             | 3     | 3     | 4     | 10       |
| 8.       | Brazília                | 3     | 2     | 5     | 10       |
| 9.       | Dél-afrikai Köztársaság | 3     | 1     | 1     | 5        |
| 10.      | Spanyolország           | 1     | 6     | 5     | 12       |
| 11.      | Olaszország             | 1     | 3     | 1     | 5        |
| 12.      | Dánia                   | 1     | 3     | 0     | 4        |
| 13.      | Japán                   | 1     | 2     | 3     | 6        |
| 14.      | Görögország             | 1     | 1     | 0     | 2        |
| 14.      | Litvánia                | 1     | 1     | 0     | 2        |
| 14.      | Svédország              | 1     | 1     | 0     | 2        |
| 17.      | Hollandia               | 1     | 0     | 3     | 4        |
| 18.      | Tunézia                 | 1     | 0     | 1     | 2        |
| 19.      | Kolumbia                | 1     | 0     | 0     | 1        |
| 20.      | Kanada                  | 0     | 3     | 4     | 7        |
| 21.      | Lengyelország           | 0     | 2     | 1     | 3        |
| 22.      | Ukrajna                 | 0     | 1     | 4     | 5        |
| 23.      | Nagy-Britannia          | 0     | 1     | 1     | 2        |
| 24.      | Belgium                 | 0     | 1     | 0     | 1        |
| 24.      | Montenegró              | 0     | 1     | 0     | 1        |
| 26.      | Mexikó                  | 0     | 0     | 4     | 4        |
| 27.      | Új-Zéland               | 0     | 0     | 3     | 3        |
| 28.      | Horvátország            | 0     | 0     | 1     | 1        |
| 28.      | Finnország              | 0     | 0     | 1     | 1        |
| 28.      | Malajzia                | 0     | 0     | 1     | 1        |
| 28.      | Trinidad és Tobago      | 0     | 0     | 1     | 1        |
| Összesen | Összesen                | 68    | 69    | 67    | 201      |

## Eredmények

### Úszás
- WR – világrekord
- CR – világbajnoki rekord
- AM – Amerika-rekord
- AS – Ázsia-rekord
- ER – Európa-rekord
- OC – Óceániai-rekord
- NR – országos rekord

#### Férfi
| Versenyszám                                   | Arany | Arany          | Ezüst | Ezüst    | Bronz | Bronz        |
| --------------------------------------------- | --- | -------------- | --- | -------- | --- | ------------ |
| 50 m-es gyorsúszás Döntő: augusztus 3.        | César Cielo Filho · Brazília                                                                                             | 21,32          | Vlagyimir Morozov · Oroszország                                                                                                  | 21,47 NR | George Bovell · Trinidad és Tobago                                                                                   | 21,51        |
| 100 m-es gyorsúszás Döntő: augusztus 1.       | James Magnussen · Ausztrália                                                                                             | 47,71          | James Feigen · Egyesült Államok                                                                                                  | 47,82    | Nathan Adrian · Egyesült Államok                                                                                     | 47,84        |
| 200 m-es gyorsúszás Döntő: július 30.         | Yannick Agnel · Franciaország                                                                                            | 1:44,20        | Conor Dwyer · Egyesült Államok                                                                                                   | 1:45,32  | Danyila Izotov · Oroszország                                                                                         | 1:45,59      |
| 400 m-es gyorsúszás Döntő: július 28.         | Szun Jang · Kína | 3:41,59        | Hagino Kószuke · Japán | 3:44,82  | Connor Jaeger · Egyesült Államok                                                                                     | 3:44,85      |
| 800 m-es gyorsúszás Döntő: július 31.         | Szun Jang · Kína | 7:41,36        | Michael McBroom · Egyesült Államok                                                                                               | 7:43,60  | Ryan Cochrane · Kanada                                                                                               | 7:43,70      |
| 1500 m-es gyorsúszás Döntő: augusztus 4.      | Szun Jang · Kína | 14:41,15       | Ryan Cochrane · Kanada | 14:42,48 | Gregorio Paltrinier · Olaszország                                                                                    | 14:45,37     |
| 50 m-es hátúszás Döntő: augusztus 4.          | Camille Lacourt · Franciaország                                                                                          | 24,42          | Jérémy Stravius · Franciaország · Matt Grevers · Egyesült Államok                                                                | 24,54    | nem adták ki | nem adták ki |
| 100 m-es hátúszás Döntő: július 30.           | Matt Grevers · Egyesült Államok                                                                                          | 52,93          | David Plummer · Egyesült Államok                                                                                                 | 53,12    | Jérémy Stravius · Franciaország                                                                                      | 53,21        |
| 200 m-es hátúszás Döntő: augusztus 2.         | Ryan Lochte · Egyesült Államok                                                                                           | 1:53,79        | Radosław Kawęcki · Lengyelország                                                                                                 | 1:54,24  | Tyler Clary · Egyesült Államok                                                                                       | 1:54,24      |
| 50 m-es mellúszás Döntő: július 31.           | Cameron van der Burgh · Dél-afrikai Köztársaság                                                                          | 26,77          | Christian Sprenger · Ausztrália                                                                                                  | 26,78    | Giulio Zorzi · Dél-afrikai Köztársaság                                                                               | 27,04        |
| 100 m-es mellúszás Döntő: július 29.          | Christian Sprenger · Ausztrália                                                                                          | 58,79          | Cameron van der Burgh · Dél-afrikai Köztársaság                                                                                  | 58,97    | Felipe Lima · Brazília                                                                                               | 59,65        |
| 200 m-es mellúszás Döntő: augusztus 2.        | Gyurta Dániel · Magyarország                                                                                             | 2:07,23 CR, ER | Marco Koch · Németország | 2:08,54  | Matti Mattsson · Finnország                                                                                          | 2:08,95 NR   |
| 50 m-es pillangóúszás Döntő: július 29.       | César Cielo Filho · Brazília                                                                                             | 23,01          | Eugene Godsoe · Egyesült Államok                                                                                                 | 23,05    | Frédérick Bousquet · Franciaország                                                                                   | 23,11        |
| 100 m-es pillangóúszás Döntő: augusztus 3.    | Chad le Clos · Dél-afrikai Köztársaság                                                                                   | 51,06          | Cseh László · Magyarország | 51,45 NR | Konrad Czerniak · Lengyelország                                                                                      | 51,46        |
| 200 m-es pillangóúszás Döntő: július 31.      | Chad le Clos · Dél-afrikai Köztársaság                                                                                   | 1:54,32        | Paweł Korzeniowski · Lengyelország                                                                                               | 1:55,01  | Vu Peng · Kína | 1:55,09      |
| 200 m-es vegyesúszás Döntő: augusztus 1.      | Ryan Lochte · Egyesült Államok                                                                                           | 1:54,98        | Hagino Kószuke · Japán | 1:56,29  | Thiago Pereira · Brazília                                                                                            | 1:56,30      |
| 400 m-es vegyesúszás Döntő: augusztus 4.      | Szeto Daija · Japán | 4:08,69        | Chase Kalisz · Egyesült Államok                                                                                                  | 4:09,22  | Thiago Pereira · Brazília                                                                                            | 4:09,48      |
| 4 × 100 m-es gyorsváltó Döntő: július 28.     | Franciaország · Yannick Agnel (48,76) · Florent Manaudou (47,93) · Fabien Gilot (46,90) · Jérémy Stravius (47,59)        | 3:11,18        | Egyesült Államok · Nathan Adrian (47,95) · Ryan Lochte (47,80) · Anthony Ervin (47,44) · James Feigen (48,23)                    | 3:11,42  | Oroszország · Andrej Grecsin (48,09) · Nyikita Lobincev (47,91) · Vlagyimir Morozov (47,40) · Danyila Izotov (48,04) | 3:11,44      |
| 4 × 200 m-es gyorsváltó Döntő: augusztus 2.   | Egyesült Államok · Conor Dwyer (1:45,76) · Ryan Lochte (1:44,98) · Charlie Houchin (1:45,59) · Ricky Berens (1:45,39)    | 7:01,72        | Oroszország · Danyila Izotov (1:45,14) · Nyikita Lobincev (1:46,23) · Artyom Lobuzov (1:46,16) · Alekszandr Szuhorukov (1:46,39) | 7:03,92  | Kína · Vang Sun (1:47,41) · Hao Jün (1:47,25) · Li Jün-csi (1:46,92) · Szun Jang (1:43,16)                           | 7:04,74      |
| 4 × 100 m-es vegyes váltó Döntő: augusztus 4. | Franciaország · Camille Lacourt (53,23) · Giacomo Perez-Dortona (59,56) · Jérémy Stravius (51,33) · Fabien Gilot (47,39) | 3:31,51        | Ausztrália · Ashley Delaney (53,55) · Christian Sprenger (58,47) · Tomasso D'Orsogna (52,34) · James Magnussen (47,28)           | 3:31,64  | Japán · Irie Rioszuke (53,48) · Kitajima Kószuke (59,29) · Fujii Takuro (51,67) · Siura Sinri (47,82)                | 3:32,26      |

#### Női
| Versenyszám                                   | Arany | Arany       | Ezüst | Ezüst       | Bronz | Bronz       |
| --------------------------------------------- | --- | ----------- | --- | ----------- | --- | ----------- |
| 50 m-es gyorsúszás Döntő: augusztus 4.        | Ranomi Kromowidjojo · Hollandia                                                                                             | 24,05       | Cate Campbell · Ausztrália                                                                                            | 24,14       | Francesca Halsall · Nagy-Britannia                                                                                         | 24,30       |
| 100 m-es gyorsúszás Döntő: augusztus 2.       | Cate Campbell · Ausztrália                                                                                                  | 52,34       | Sarah Sjöström · Svédország                                                                                           | 52,89       | Ranomi Kromowidjojo · Hollandia                                                                                            | 53,42       |
| 200 m-es gyorsúszás Döntő: július 31.         | Missy Franklin · Egyesült Államok                                                                                           | 1:54,81     | Federica Pellegrini · Olaszország                                                                                     | 1:55,14     | Camille Muffat · Franciaország                                                                                             | 1:55,72     |
| 400 m-es gyorsúszás Döntő: július 28.         | Katie Ledecky · Egyesült Államok                                                                                            | 3:59,82 AM  | Melanie Costa · Spanyolország                                                                                         | 4:02,47 NR  | Lauren Boyle · Új-Zéland                                                                                                   | 4:03,89     |
| 800 m-es gyorsúszás Döntő: augusztus 3.       | Katie Ledecky · Egyesült Államok                                                                                            | 8:13,86 WR  | Lotte Friis · Dánia                                                                                                   | 8:16,32     | Lauren Boyle · Új-Zéland                                                                                                   | 8:18,58 OC  |
| 1500 m-es gyorsúszás Döntő: július 30.        | Katie Ledecky · Egyesült Államok                                                                                            | 15:36,53 WR | Lotte Friis · Dánia                                                                                                   | 15:38,88 ER | Lauren Boyle · Új-Zéland                                                                                                   | 15:44,71 OC |
| 50 m-es hátúszás Döntő: augusztus 1.          | Csao Csing · Kína | 27,29       | Fu Jüan-huj · Kína | 27,39       | Terakava Aja · Japán | 27,53       |
| 100 m-es hátúszás Döntő: július 30.           | Missy Franklin · Egyesült Államok                                                                                           | 58,42       | Emily Seebohm · Ausztrália                                                                                            | 59,06       | Terakava Aja · Japán | 59,23       |
| 200 m-es hátúszás Döntő: augusztus 3.         | Missy Franklin · Egyesült Államok                                                                                           | 2:04,76 CR  | Belinda Hocking · Ausztrália                                                                                          | 2:06,66     | Hilary Caldwell · Kanada                                                                                                   | 2:06,80 NR  |
| 50 m-es mellúszás Döntő: augusztus 4.         | Julija Jefimova · Oroszország                                                                                               | 29,52 NR    | Rūta Meilutytė · Litvánia                                                                                             | 29,59       | Jessica Hardy · Egyesült Államok                                                                                           | 29,80       |
| 100 m-es mellúszás Döntő: július 30.          | Rūta Meilutytė · Litvánia                                                                                                   | 1:04,42     | Julija Jefimova · Oroszország                                                                                         | 1:05,02 NR  | Jessica Hardy · Egyesült Államok                                                                                           | 1:05,52     |
| 200 m-es mellúszás Döntő: augusztus 2.        | Julija Jefimova · Oroszország                                                                                               | 2:19,41 NR  | Rikke Møller Pedersen · Dánia                                                                                         | 2:20,08     | Micah Lawrence · Egyesült Államok                                                                                          | 2:22,37     |
| 50 m-es pillangóúszás Döntő: augusztus 3.     | Jeanette Ottesen · Dánia | 25,24       | Lu Jing · Kína | 25,42 AS    | Ranomi Kromowidjojo · Hollandia                                                                                            | 25,53       |
| 100 m-es pillangóúszás Döntő: július 29.      | Sarah Sjöström · Svédország                                                                                                 | 56,53       | Alicia Coutts · Ausztrália                                                                                            | 56,97       | Dana Vollmer · Egyesült Államok                                                                                            | 57,24       |
| 200 m-es pillangóúszás Döntő: augusztus 1.    | Liu Ce-ko · Kína | 2:04,59     | Mireia Belmonte · Spanyolország                                                                                       | 2:04,78     | Hosszú Katinka · Magyarország                                                                                              | 2:05,59     |
| 200 m-es vegyesúszás Döntő: július 29.        | Hosszú Katinka · Magyarország                                                                                               | 2:07,92     | Alicia Coutts · Ausztrália                                                                                            | 2:09,39     | Mireia Belmonte · Spanyolország                                                                                            | 2:09,45 NR  |
| 400 m-es vegyesúszás Döntő: augusztus 4.      | Hosszú Katinka · Magyarország                                                                                               | 4:30,41     | Mireia Belmonte · Spanyolország                                                                                       | 4:31,21     | Elisabeth Beisel · Egyesült Államok                                                                                        | 4:31,69     |
| 4 × 100 m-es gyorsváltó Döntő: július 28.     | Egyesült Államok · Missy Franklin (53,51) · Natalie Coughlin (52,98) · Shannon Vreeland (53,22) · Megan Romano (52,60)      | 3:32,31 AM  | Ausztrália · Cate Campbell (52,33) OC · Bronte Campbell (53,47) · Emma McKeon (53,19) · Alicia Coutts (53,44)         | 3:32,43     | Hollandia · Elise Bouwens (55,68) · Femke Heemskerk (52,86) · Inge Dekker (54,58) · Ranomi Kromowidjojo (52,65)            | 3:35,77     |
| 4 × 200 m-es gyorsváltó Döntő: augusztus 1.   | Egyesült Államok · Katie Ledecky (1:56,32) · Shannon Vreeland (1:56,97) · Karlee Bispo (1:57,58) · Missy Franklin (1:54,27) | 7:45,14     | Ausztrália · Bronte Barratt (1:57,04) · Kylie Palmer (1:56,29) · Brittany Elmslie (1:56,42) · Alicia Coutts (1:57,33) | 7:47,08     | Franciaország · Camille Muffat (1:56,45) · Charlotte Bonnet (1:56,81) · Mylène Lazare (1:59,15) · Coralie Balmy (1:56,02)  | 7:48,43     |
| 4 × 100 m-es vegyes váltó Döntő: augusztus 4. | Egyesült Államok · Missy Franklin (58,39) · Jessica Hardy (1:05,10) · Dana Vollmer (56,31) · Megan Romano (53,43)           | 3:53,23     | Ausztrália · Emily Seebohm (59,40) · Sally Foster (1:06,84) · Alicia Coutts (56,89) · Cate Campbell (52,09)           | 3:55,22     | Oroszország · Daria Usztinova (1:00,58) · Julija Jefimova (1:04,82) · Szvetlana Csimrova (57,64) · Veronika Popova (53,43) | 3:56,47     |

### Hosszútávúszás

#### Férfi
| Versenyszám             | Arany                             | Arany     | Ezüst                     | Ezüst     | Bronz                           | Bronz     |
| ----------------------- | --------------------------------- | --------- | ------------------------- | --------- | ------------------------------- | --------- |
| 5 km Döntő: július 20.  | Uszáma el-Mellúli · Tunézia       | 53:30,4   | Eric Hedlin · Kanada      | 53:49,3   | Thomas Lurz · Németország       | 53:51,0   |
| 10 km Döntő: július 22. | Szpírosz Janniotisz · Görögország | 1:49:11,8 | Thomas Lurz · Németország | 1:49:14,5 | Uszáma el-Mellúli · Tunézia     | 1:49:19,2 |
| 25 km Döntő: július 27. | Thomas Lurz · Németország         | 4:47:27,0 | Brian Ryckeman · Belgium  | 4:47:27,4 | Jevgenyij Dratcev · Oroszország | 4:47:28,1 |

#### Női
| Versenyszám             | Arany                             | Arany     | Ezüst                        | Ezüst     | Bronz                         | Bronz     |
| ----------------------- | --------------------------------- | --------- | ---------------------------- | --------- | ----------------------------- | --------- |
| 5 km Döntő: július 20.  | Haley Anderson · Egyesült Államok | 56:34,2   | Poliana Okimoto · Brazília   | 56:34,4   | Ana Marcela Cunha · Brazília  | 56:44,4   |
| 10 km Döntő: július 23. | Poliana Okimoto · Brazília        | 1:58:19,2 | Ana Marcela Cunha · Brazília | 1:58:19,5 | Angela Maurer · Németország   | 1:58:20,2 |
| 25 km Döntő: július 27. | Martina Grimaldi · Olaszország    | 5:07:19,7 | Angela Maurer · Németország  | 5:07:19,8 | Eva Fabian · Egyesült Államok | 5:07:20,4 |

#### Csapat
| Versenyszám                    | Arany                                                           | Arany   | Ezüst                                                                       | Ezüst   | Bronz                                                        | Bronz   |
| ------------------------------ | --------------------------------------------------------------- | ------- | --------------------------------------------------------------------------- | ------- | ------------------------------------------------------------ | ------- |
| Csapat, 5 km Döntő: július 25. | Németország · Thomas Lurz · Christian Reichert · Isabelle Härle | 52:54,9 | Görögország · Antonios Fokaidis · Szpirídon Jianniótisz · Kalliopi Araouzou | 54:03,3 | Brazília · Luiz Arapiraca · Samuel de Bona · Poliana Okimoto | 54:03,5 |

### Műugrás

#### Férfi
| Versenyszám                             | Arany                                         | Arany  | Ezüst                                              | Ezüst  | Bronz                                  | Bronz  |
| --------------------------------------- | --------------------------------------------- | ------ | -------------------------------------------------- | ------ | -------------------------------------- | ------ |
| 1 m-es műugrás Döntő: július 22.        | Li Si-hszin · Kína                            | 460,95 | Illja Kvasa · Ukrajna                              | 434,30 | Kevin Chávez · Mexikó                  | 431,55 |
| 3 m-es műugrás Döntő: július 26.        | Ho Csung · Kína                               | 544,95 | Jevgenyij Kuznyecov · Oroszország                  | 508,00 | Yahel Castillo · Mexikó                | 498,30 |
| 10 m-es toronyugrás Döntő: július 28.   | Csiu Po · Kína                                | 581,00 | David Boudia · Egyesült Államok                    | 517,40 | Sascha Klein · Németország             | 508,55 |
| 3 m-es szinkronugrás Döntő: július 23.  | Kína · Csin Kaj · Ho Csung                    | 448,86 | Oroszország · Ilja Zaharov · Jevgenyij Kuznyecov   | 428,01 | Mexikó · Rommel Pacheco · Jahir Ocampo | 422,79 |
| 10 m-es szinkronugrás Döntő: július 21. | Németország · Sascha Klein · Patrick Hausding | 461,46 | Oroszország · Viktor Minyibajev · Artyom Cseszakov | 445,95 | Kína · Cao Jüan · Csang Jen-csüan      | 445,56 |

#### Női
| Versenyszám                             | Arany                               | Arany  | Ezüst                                            | Ezüst  | Bronz                                       | Bronz  |
| --------------------------------------- | ----------------------------------- | ------ | ------------------------------------------------ | ------ | ------------------------------------------- | ------ |
| 1 m-es műugrás Döntő: július 23.        | Ho Ce · Kína                        | 307,10 | Tania Cagnotto · Olaszország                     | 307,00 | Vang Han · Kína                             | 297,75 |
| 3 m-es műugrás Döntő: július 27.        | Ho Ce · Kína                        | 383,40 | Vang Han · Kína                                  | 356,25 | Pamela Ware · Kanada                        | 350,25 |
| 10 m-es toronyugrás Döntő: július 25.   | Sze Ja-csie · Kína                  | 392,15 | Csen Zso-lin · Kína                              | 388,70 | Julija Prokopcsuk · Ukrajna                 | 354,40 |
| 3 m-es szinkronugrás Döntő: július 20.  | Kína · Vu Min-hszia · Ho Ce         | 338,40 | Olaszország · Tania Cagnotto · Francesca Dallape | 307,80 | Kanada · Jennifer Abel · Pamela Ware        | 300,78 |
| 10 m-es szinkronugrás Döntő: július 22. | Kína · Liu Huj-hszia · Csen Zso-lin | 356,28 | Kanada · Meaghan Benfeito · Roseline Filion      | 331,41 | Malajzia · Pandelela Rinong · Leong Mun Yee | 331,14 |

### Szupertoronyugrás
| Versenyszám                  | Arany                              | Arany  | Ezüst                           | Ezüst  | Bronz                     | Bronz  |
| ---------------------------- | ---------------------------------- | ------ | ------------------------------- | ------ | ------------------------- | ------ |
| Férfi Döntő: július 29., 31. | Orlando Duque · Kolumbia           | 590,20 | Gary Hunt · Nagy-Britannia      | 589,30 | Jonathan Paredes · Mexikó | 578,35 |
| Női Döntő: július 30.        | Cesilie Carlton · Egyesült Államok | 211,60 | Ginger Huber · Egyesült Államok | 206,70 | Anna Bader · Németország  | 203,90 |

### Szinkronúszás
| Versenyszám                             | Arany | Arany  | Ezüst | Ezüst  | Bronz | Bronz  |
| --------------------------------------- | --- | ------ | --- | ------ | --- | ------ |
| Egyéni rövid program Döntő: július 20.  | Szvetlana Romasina · Oroszország | 96,800 | Huang Hszüe-csen · Kína | 95,500 | Ona Carbonell · Spanyolország | 94,400 |
| Páros rövid program Döntő: július 21.   | Oroszország · Szvetlana Kolesznyicsenko · Szvetlana Romasina | 97,300 | Kína · Csiang Ting-ting · Csiang Ven-ven | 94,900 | Spanyolország · Ona Carbonell · Margalida Crespí | 93,800 |
| Csapat rövid program Döntő: július 22.  | Oroszország · Vlada Csigirjova · Mihajela Kalancsa · Darja Korobova · Anyiszija Olhova · Alekszandra Packevics · Jelena Prokofjeva · Alla Siskina · Marija Surocskina · Anzselika Tyimanyina · Alekszandra Zujeva         | 96,600 | Spanyolország · Clara Basiana · Alba Cabello · Clara Camacho · Ona Carbonell · Margalida Crespí · Thaïs Henríquez · Paula Klamburg · Sara Levy · Meritxell Mas · Cristina Salvador   | 94,400 | Ukrajna · Lolita Ananasova · Maryna Golyadkina · Olena Grechykhina · Ganna Klymenko · Kateryna Reznik · Oleksandra Sabada · Kateryna Sadurska · Anastasiya Savchuk · Anna Voloshyna · Olha Zolotarova | 93,300 |
| Egyéni szabad program Döntő: július 24. | Szvetlana Romasina · Oroszország | 97,430 | Huang Hszüe-csen · Kína | 95,720 | Ona Carbonell · Spanyolország | 94,290 |
| Páros szabad program Döntő: július 25.  | Oroszország · Szvetlana Kolesznyicsenko · Szvetlana Romasina | 97,680 | Kína · Csiang Ting-ting · Csiang Ven-ven | 95,350 | Spanyolország · Ona Carbonell · Margalida Crespí | 94,990 |
| Csapat szabad program Döntő: július 26. | Oroszország · Vlada Csigirjova · Szvetlana Kolesznyicsenko · Darja Korobova · Alekszandra Packevics · Jelena Prokofjeva · Alla Siskina · Marija Surocskina · Anzselika Tyimanyina · Anyiszija Olhova · Alekszandra Zujeva | 97,400 | Spanyolország · Clara Basiana · Alba María Cabello · Ona Carbonell · Margalida Crespí · Thaïs Henríquez · Paula Klamburg · Sara Levy · Meritxell Mas · Laia Pons · Cristina Salvador | 94,230 | Ukrajna · Lolita Ananasova · Olena Grechykhina · Ganna Klymenko · Oleksandra Sabada · Kateryna Sadurska · Anastasiya Savchuk · Anna Voloshyna · Olha Zolotarova · Kateryna Reznik · Maryna Golyadkina | 93,640 |
| Kombinációs kűr Döntő: július 27.       | Oroszország · Vlada Csigirjova · Mihajela Kalancsa · Darja Korobova · Anyiszija Olhova · Alekszandra Packevics · Jelena Prokofjeva · Alla Siskina · Marija Surocskina · Anzselika Tyimanyina · Alekszandra Zujeva         | 97,060 | Spanyolország · Clara Basiana · Alba María Cabello · Ona Carbonell · Margalida Crespí · Thaïs Henríquez · Paula Klamburg · Sara Levy · Meritxell Mas · Laia Pons · Cristina Salvador | 94,620 | Ukrajna · Lolita Ananasova · Maryna Golyadkina · Olena Grechykhina · Ganna Klymenko · Kateryna Reznik · Oleksandra Sabada · Kateryna Sadurska · Anastasiya Savchuk · Anna Voloshyna · Olha Zolotarova | 93,350 |

### Vízilabda
| Versenyszám               | Arany         | Ezüst      | Bronz        |
| ------------------------- | ------------- | ---------- | ------------ |
| Férfi Döntő: augusztus 3. | Magyarország  | Montenegró | Horvátország |
| Női Döntő: augusztus 2.   | Spanyolország | Ausztrália | Magyarország |